# 1991年中国中央电视台春节联欢晚会
1991年中国中央电视台春节联欢晚会（简称1991年央视春晚）是中国中央电视台于1991年2月14日（农历庚午十二月三十除夕）為慶祝羊年新年舉辦的綜藝性文藝晚會，于当晚20:00播出。由郎昆、胡淼、杨东升、刘铁民、江则理担任导演，赵忠祥、倪萍、张宏民、李瑞英、阚丽君、李扬、鞠萍、宋世雄担任主持人。

## 节目单
| 序号 | 类型               | 节目名 | 表演者                                                                                              |
| 1    | 开场歌舞           | 《欢庆大歌舞》 ①《百子闹春》 ②《安徽花鼓灯》 ③《吴川飘色》 ④《三星贺喜》 | 中国人民解放军空军蓝天幼儿艺术团 中央歌舞团 广东省吴川县表演队 北京戏曲学校、李长春、尚长荣、李嘉林 |
| 2    | 歌舞               | 《祝酒请茶大拜年》 | 中央民族歌舞团、吉林市歌舞团、尼瓦杰、姬荣、曲比阿乌、方明、方荣、曹世华                            |
| 3    | 少儿戏曲联唱       | ①豫剧《花木兰》选段 ②黄梅戏《打猪草》选段 ③京剧《铡美案》 ④锡剧《双推磨》 ⑤越剧《红楼梦》 | 南京小红花艺术团演员 徐佳 孙丽莎、潘健 王博文 岳佳、陈鹭 魏婕、庄丽                                 |
| 4    | 喜剧小品           | 《手拉手》 | 黄宏、宋丹丹                                                                                        |
| 5    | 歌曲               | 《山寨相亲》 | 李玲玉                                                                                              |
| 6    | 杂技集锦           | ①《小蹬人》 ②《球技》 ③《风火轮》 | 朱慧、张锦榕 曹利民、魏庆文 赵永华                                                                  |
| 7    | 戏曲时装表演及演唱 | 《梨园彩虹》 | 张强、刘小娜、陈蕾、张咪                                                                            |
| 8    | 相声               | 《着急》 | 姜昆、唐杰忠                                                                                        |
| 9    | 歌曲               | 《鲁冰花》 | 甄妮                                                                                                |
| 10   | 联奏               | 《江南塞北》 ①评弹《苏州胜江南》 ②冬布拉弹唱《帕米尔洒满金色的阳光》 ③弦乐《梁祝》选段 ④马头琴演奏《万马奔腾》                                                                                           | 黄霞芬、孙小云、蔡红红等 中央民族歌舞团 不详 内蒙古马头琴乐团                                       |
| 11   | 动物表演           | 《盼盼与巴斯》 | 福州动物园、李扬（配音）                                                                            |
| 12   | 相声               | 《亚运之最》 | 牛群、冯巩                                                                                          |
| 13   | 歌曲               | 《都是一个爱》 | 毛阿敏                                                                                              |
| 14   | 表演唱             | 《抓沙蟹》 | 谢峰                                                                                                |
| 15   | 百业奇招           | ①蒙眼剪纸 ②竖鸡蛋 ③快刀削果 | 王西安 伍棣明 刘爱群                                                                                |
| 16   | 劳动欢歌           | ①《打麦号子》 ②《创地瓜》 ③《纺棉花》 ④《苹果熟了》 ⑤《采红菱》 ⑥《赶小海》 ⑦《丰收喜讯满山乡》 | 翟宪立 吉林市歌舞团 孙丽英 陈红 叶矛、廖沙 任静 张洪玲                                              |
| 17   | 喜剧小品           | 《陌生人》 | 巩汉林、蔡明                                                                                        |
| 18   | 歌曲               | 《跟着太阳走》 | 胡月                                                                                                |
| 19   | 歌曲               | 《你我是中国》 | 万山红                                                                                              |
| 20   | 戏曲哑剧小品       | 《洞房花烛夜》 | 白淑贤、张寄蝶                                                                                      |
| 21   | 歌曲               | 《水中花》 | 谭咏麟                                                                                              |
| 22   | 对口单弦           | 《体坛新曲》 | 史琳、杨子春                                                                                        |
| 23   | 歌曲               | 《去远方》 | 蔡国庆                                                                                              |
| 24   | 喜剧小品           | 《小九老乐》 | 赵本山、杨蕾                                                                                        |
| 25   | 歌曲               | 《江南情思》 | 黄霞芬                                                                                              |
| 26   | 串场               | 《南腔北调话过年》 | 傅达仁                                                                                              |
| 27   | 歌曲               | 《再回首》 | 姜育恒                                                                                              |
| 28   | 歌曲               | 《同一首歌》 | 杭天琪、甄妮                                                                                        |
| 29   | 喜剧小品           | 《乡音》 | 魏积安、赵连甲、常佩双                                                                              |
| 30   | 联唱               | 《夸家乡》 ⑴《夸山西》 ⑵《刘三姐》 ⑶《夸山东》 ⑷《黄杨扁担》 ⑸《江南好》 ⑹《鄂伦春小唱》 ⑺《凤阳花鼓》 ⑻《新疆是个好地方》 ⑼《节日夜晚》 ⑽《逛新城》 ⑾《挑担茶叶上北京》 ⑿《草原晨曲》 ⒀《我热恋的故乡》 | 吕继宏 罗宁娜 彭书民 李丹阳 蔡红红 赵心 吴琼 李双江 宋祖英 张振富 张华敏 吴琼 胡松华 周皓、牛群     |
| 31   | 采访录像           | 江泽民、李鹏讲话 | |
| 32   | 歌曲               | 《在中国大地上》 | 彭丽媛                                                                                              |
| 33   | 京剧联唱           | 《甘露寺》选段 | 马长礼、辛宝达、言兴明、耿其昌                                                                      |
| 34   | 喜剧小品           | 《警察与小偷》 | 陈佩斯、朱时茂                                                                                      |
| 35   | 歌曲               | 《闪光的心灵》 | 安冬                                                                                                |
| 36   | 歌曲               | 《一点烛光》 | 张丽华                                                                                              |
| 37   | 桂剧选场           | 《打棍出箱》 | 卢浩、陈观、阳杰                                                                                    |
| 38   | 英语京剧选场       | 《打瓜缘》 | 侯丹梅、张艺能、郭欣荣、陈少云                                                                      |
| 39   | 歌曲               | 《我想有个家》 | 潘美辰                                                                                              |
| 40   | 歌曲               | 《共同的世界》 | 成方圆、解晓东、思浓、思雨                                                                          |
| 41   | 相声               | 《笑星劝酒》 | 阎月明、常佩业、笑林、李国盛                                                                        |
| 42   |                    | 零点钟声 | |
| 43   | 歌曲               | 《我唱一支羊年的歌》 | 梦鸽、魏金栋                                                                                        |
| 44   | 小品               | 《除夕之夜话渴望》 | 张凯丽、韩影、杨青、庞敏、邸英、孟秀、孙松（电视剧《渴望》剧组）                                    |
| 45   | 歌曲               | 《路》 | 张暴默                                                                                              |
| 46   | 相声               | 《学唱》 | 白桦、邓小林                                                                                        |
| 47   | 百业奇招           | 《快速成衣》 | 刘敏、北京广告公司时装表演团                                                                        |
| 47   | 歌曲               | 《一朵云霞》 | 杭宏、张继红、周燕红、杨迎                                                                          |
| 48   | 歌曲               | 《留不住的话》 | 邝美云                                                                                              |
| 49   | 相声               | 《训徒》 | 马季、赵炎、史可达                                                                                  |
| 50   | 歌曲               | 《遥远的祝福》 | 赵欣瑜                                                                                              |
| 51   | 杂技魔术小品       | 《争先恐后》 | 姬晓廷、李宝东、都广友                                                                              |
| 52   | 歌曲               | 《大黄河》 | 刘君侠                                                                                              |
| 53   | 高清               | 《大秧歌》 | 中央民族歌舞团、吉林市歌舞团                                                                        |
| 54   | 结束曲/片尾曲      | 《难忘今宵》（最后一曲） | 李谷一                                                                                              |

## 影响
本届春晚中，倪萍为首次担任春晚的主持人，此后倪萍一直主持春晚至2004年（2001年除外）。潘美辰唱《我想有个家》、甄妮唱《鲁冰花》、赵本山小品《小九老乐》、陈佩斯小品《警察与小偷》、黄宏小品《手拉手》，均为本届春晚的经典节目。姜育恒唱《再回首》，是姜育恒首登春晚。